# United Nations Treaty Series
United Nations Treaty Series, UNTS (pol. Seria Traktatów Organizacji Narodów Zjednoczonych) - oficjalny zbiór umów międzynarodowych publikowany przez Sekretariat ONZ zgodnie z artykułem 102 Karty Narodów Zjednoczonych.
Od grudnia 1946 r. do stycznia 2005 r. wydano łącznie 2200 tomów UNTS zawierających około 158 tysięcy umów międzynarodowych i dokumentów z nimi powiązanych.
W UNTS umowa międzynarodowa publikowana jest w jej języku autentycznym. Jeśli języków autentycznych jest ich więcej niż jeden - to we wszystkich językach autentycznych. Publikowane jest również tłumaczenie umowy na język angielski i francuski (jeśli nie są językami autentycznymi umowy).